# Earthling (Eddie Vedder)
Earthling is het derde solo studioalbum van de Amerikaanse singer-songwriter Eddie Vedder. Het album werd op 11 februari 2022 uitgegeven door Republic Records en Seattle Surf.
Het album kwam op de eerste plek binnen van de Amerikaanse Billboard Top Album Sales chart van 26 februari 2022. Het was voor het eerst dat een album van Vedder deze plek bereikte.

## Reviews
Earthling kreeg over het algemeen positieve reviews. Volgens Metacritic, wat een score op een schaal van 100 toewijst op basis van reviews, kreeg het album een gemiddelde van 79 wat "over het algemeen positieve reviews" betekent gebaseerd op 12 reviews.
Het Parool schrijft dat "het derde soloalbum van Eddie Vedder bruist van de spontaniteit en energie". De Volkskrant noemt het "een levenslustig en vermakelijk rockalbum" en geeft drie van de vijf sterren. Volgens Het Nieuwsblad "verkent de zanger een ruimer spectrum dan zijn band ooit heeft kunnen doen" en het geeft vier van de vijf sterren.

## Nummers
Alle teksten zijn geschreven door Eddie Vedder. 
| 1.                 | Invincible                | 4:46 |
| 2.                 | Power of Right            | 3:33 |
| 3.                 | Long Way                  | 4:45 |
| 4.                 | Brother the Cloud         | 4:22 |
| 5.                 | Fallout Today             | 3:20 |
| 6.                 | The Dark                  | 3:56 |
| 7.                 | The Haves                 | 5:07 |
| 8.                 | Good and Evil             | 2:41 |
| 9.                 | Rose of Jericho           | 2:25 |
| 10.                | Try                       | 2:51 |
| 11.                | Picture (with Elton John) | 3:59 |
| 12.                | Mrs. Mills                | 4:04 |
| 13.                | On My Way                 | 2:08 |
| Totale duur: 47:57 |                           |      |

## Bezetting
- Eddie Vedder – lead vocals, guitar
- Josh Klinghoffer – guitar
- Andrew Watt – bass guitar
- Chad Smith – drums

### Gastmuzikanten
- Abe Laboriel Jr.  – drums (track 11)
- Ringo Starr – drums (track 12)
- Stevie Wonder – harmonica (track 10)
- Elton John – vocals, background vocals, piano (track 11)
- Harper Vedder – background vocals (track 3)
- Olivia Vedder – background vocals (track 10)
- Benmont Tench – hammond organ (tracks 3, 11)